# Sublette, Kansas
Sublette är administrativ huvudort i Haskell County i Kansas. Orten har fått sitt namn efter pälsjägaren William Sublette. Enligt 2020 års folkräkning hade Sublette 1 413 invånare.

## Kända personer från Sublette
- Jack Christiansen, utövare av amerikansk fotboll